# 룩셈부르크주

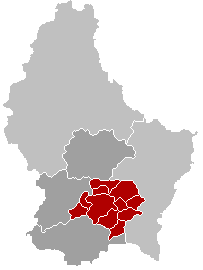
룩셈부르크 주의 위치

룩셈부르크주(룩셈부르크어: Kanton Lëtzebuerg, 독일어: Kanton Luxemburg, 프랑스어: Canton de Luxembourg)는 룩셈부르크를 구성하는 12개 주 가운데 하나로, 행정 구역상으로는 룩셈부르크 구에 속한다. 주도는 룩셈부르크 시이며 면적은 238.46km2, 인구는 126,940명(2005년 기준), 인구 밀도는 530명/km2, 높이는 228~429m이다. 11개 지방 자치체(Bous, Burmerange, Dalheim, Lenningen, Mondorf-les-Bains, Remerschen, Remich, Stadtbredimus, Waldbredimus, Wellenstein)를 관할한다.